# 291.ª Divisão de Infantaria (Alemanha)
A 291ª Divisão de Infantaria (em alemão:291. Infanterie-Division) foi uma unidade militar que serviu no Exército alemão durante a Segunda Guerra Mundial.

## Comandantes
| Comandante                         | Data                                         |
| ---------------------------------- | -------------------------------------------- |
| General der Artillerie Kurt Herzog | 7 de fevereiro de 1940 - 10 de junho de 1942 |
| Generalleutnant Werner Göritz      | 10 de junho de 1942 - 15 de janeiro de 1944  |
| Generalmajor Oskar Eckholt         | 15 de janeiro de 1944 - 10 de julho de 1944  |
| Generalmajor Arthur Finger         | 10 de julho de 1944 - 27 de janeiro de 1945  |

## Oficiais de operações
| Hauptmann Christian Müller            | 8 de fevereiro de 1940-5 de janeiro de 1941   |
| Major Wilhelm von Roeder              | 5 de janeiro de 1941-10 de maio de 1943       |
| Oberst Walther Freiherr von Uckermann | maio de 1943-1944                             |
| Major Friedrich-Karl Walters          | 1944-abril de 1944                            |
| Major Helmut Eger                     | abril de 1944-agosto de 1944                  |
| Major Eduard von Schuh                | 1 de agosto de 1944-30 de setembro de 1944    |
| Oberst Wilhelm Hess                   | 30 de setembro de 1944-20 de novembro de 1944 |
| Oberstleutnant Lothar Orlik           | 20 de novembro de 1944-1945                   |

## Área de operações
| Alemanha                       | fevereiro de 1940 - maio de 1940   |
| França                         | maio de 1940 - junho de 1941       |
| Frente Ocidental, setor norte  | junho de 1941 - março de 1943      |
| Frente Oriental, setor sul     | de março de 1943 - janeiro de 1945 |
| Frente Oriental, setor central | janeiro de 1945                    |